# من الصفر إلى الواحد
من الصفر إلى الواحد: ملاحظات على الشركات الناشئة، أو عن كيفية بناء المستقبل هو كتاب صُدر في عام 2014 كٌتِب هذا الكتاب على يد رجل الأعمال والمستثمر الأمريكي بيتر ثيل، شارك معه في كتابته بليك ماسترز. وهو نسخة مكثفة ومحدثة لمجموعة شائعة للغاية من الملاحظات عبر الإنترنت والتي درسها ثيل لفئة CS183 Masters عن الشركات الناشئة في جامعة ستانفورد في ربيع عام 2012.

## الدعاية للكتاب
للدعاية للكتاب، غرَد ثيل أول تغريدة له في 8 سبتمبر 2014، من حساب تويتر والذي ظل ساكناً لسنوات. وقد تمت مقابلته أيضًا من قِبل أليكسا تسوتسيس من تك كرانش. في 9 سبتمبر، قام ثيل ببث صوتي مع تيموثي فيريس للعرض الأخير. في 11 أيلول (سبتمبر)، قام تيل بالموافقة على فقرة «اسألني عن أي شيء» عن رديت.
حيث ظهر ثيل في سبتمبر 13 على برنامج الإذاعة الوطنية العامة مع المضيف واد غودين لمناقشة الكتاب.
في برنامج الأطلسي (بالإنجليزية: The Atlantic)‏ وصف ديريك طومسون كتاب ثيل بأنه يمكن أن يكون أفضل كتاب أعمال قد قرأه على الإطلاق، إذ قال في مقاله: «كتاب بيتر ثيل الجديد، من الصفر إلى الواحد يضيء مثل شعاع الليزر. نعم، هذا كتاب للمساعدة الذاتية لرجال الأعمال، يعّج بالبروميد والثقة العاليه حول المستقبل الذي لا يمكن أن تبدأ به سوى الشركات الناشئة. ولكن أكثر من ذلك بكثير، إنها أيضًا صياغة واضحة وعميقة للرأسمالية والنجاح في اقتصاد القرن الحادي والعشرين» و«إنه لأمر مثير للدهشة كيف هو بسيط هذا الكتاب Zero to One. بالكاد يبلغ عدد صفحاته 200 صفحة، وقد تمت صياغته جيدًا بأقوال نثرية وبليغة، كتب تيل أطروحة يمكن التغريد بها بكل تأكيد وكتيب مثير للتفكير بلا كلل».
كتب الناشرون بابليشرز ويكلي عن الكتاب: «ثيل يمس كيفية بناء مشروع تجاري ناجح، لكن النقاش هو مجرد نبذة مختصره بحيث لا يقدم الكثير إلى ستيف جوبز - القادم أو بيتر ثيل.»
في نوفمبر 2014، راجع تيموثي بي لي كتاب موقع Vox.com، وقال أنه على الرغم من أن كتاب ثيل يحتوي على بعض النصائح الجيدة، إلا أنه جعل النصيحة تبدو أكثر تناقضًا مما كانت عليه في الحقيقة. ولم يقدم مشورة ملموسة بما فيه الكفاية، وقدم بعض الاْدعاءات المشكوك بها.
في The New Atlantis، يقارن جيمس بولوس ثيل بفريدريك نيتشه، ويقول أن ثيل، «الأكثر سياسيًا ونظريًا من بين الأبطال الخارقين»، قد كتب بشكل باطني في Zero to One، عندما أثار «احتمالية فشل شامل بين افضلنا والمعنا بشكل ملحوظ».